# Kuków (gmina)
Kuków (pocz. Kukowo) – dawna gmina wiejska istniejąca do 1954 roku w woj. białostockim (dzisiejsze woj. podlaskie). Nazwa gminy pochodzi od wsi Kuków, lecz siedzibą władz było Wychodne.
Za Królestwa Polskiego gmina należała do powiatu suwalskiego w guberni suwalskiej. 
W okresie międzywojennym gmina Kuków należała do powiatu suwalskiego w woj. białostockim. 14 grudnia 1933 roku część obszaru gminy Kuków włączono do gminy Filipów (gromady  Agrafinówka, Chachłuszka i Bartnia Góra).
Po wojnie gmina zachowała przynależność administracyjną. Według stanu z 1 lipca 1952 roku gmina była podzielona na 36 gromad: Aleksandrowo, Białe, Bród Nowy, Bród Stary, Chmielówka Stara, Dubowo I, Dubowo II, Góra, Korkliny, Korobiec, Kropiwne Nowe, Kropiwne Stare, Krzywólka, Kuków, Kuków Folwark, Maryna, Niemcowizna, Orłowo, Osowa, Płociczno, Poddubówek, Potasznia, Przebród, Słupie, Smoleńka, Sokołowo, Taciewo, Trzcianne, Turówka Nowa, Turówka Stara, Wasilczyki, Wychodne, Zielone Kamedulskie, Zielone Królewskie I, Zielone Królewskie II, Żyliny.
Gmina została zniesiona 29 września 1954 roku wraz z reformą wprowadzającą gromady w miejsce gmin. Jednostki nie przywrócono 1 stycznia 1973 roku po reaktywowaniu gmin.